# Sequência de abertura de Star Wars
A Sequência de abertura de Star Wars é um elemento visual marcante presente em cada um dos filmes de Star Wars, franquia cinematográfica criada pelo cineasta estadunidense George Lucas na década de 1970. Com um fundo escuro alusivo ao espaço estrelado, a cena de abertura é precedida pelo estático texto azulado "Há muito tempo, em uma galáxia muito, muito distante..." ("A long time ago in a galaxy far, far away....", no original em inglês) acompanhado do logotipo da franquia que retrocede gradualmente ao topo da tela até desaparecer. O texto que descreve a história de fundo e contexto do filme retrocede até o topo da tela desaparecendo à distância. Esta cena é tradicionalmente acompanhada da faixa "Main Theme", o tema principal da saga, composta por John Williams.
A sequência serve de abertura para cada um dos filmes da saga Star Wars e também outras mídias visuais produzidas pela Lucasfilm, como séries televisivas e jogos eletrônicos. Apesar de manter os mesmo elementos visuais básicos, a sequência de abertura vêm sofrendo alterações e adaptações ao longo dos anos recentes. No entanto, permanece como um dos principais elementos identificáveis da franquia.
A sequência de abertura não aparece no filme animado Star Wars: The Clone Wars, nem nos "filmes Antológicos" (Rogue One e Solo), apesar de todos estes filmes contarem com o letreiro inicial tradicional. A abertura de Solo conta com uma pequena narrativa apresentada no mesmo estilo da sequência de abertura, enquanto o enredo de The Clone Wars é apresentado por um narrador.

## Estrutura
Cada filme inicia com um estático texto em azul "Há muito tempo, em uma galáxia muito, muito distante..." seguido do logotipo da série que surge sobre um fundo negro estrelado em perspectiva. Enquanto o logotipo se distancia do centro da tela, o texto de abertura começa com o número do Episódio referente ao filme e o respectivo subtítulo (o único que excetua este formato é o primeiro filme da franquia). Logo em seguida, tem início o notório texto do enredo dividido em três parágrafos. O texto rola para cima distanciando-se do centro da tela e desaparecendo na distância em perspectiva. Cada versão da sequência de abertura termina com um elipse, exceto em Return of the Jedi (1981). Quando o texto está prestes a desaparecer, o foco da câmera desloca-se para baixo exibindo a cena inicial dos filmes.
Diversas palavras surgem em letras maiúsculas para enfatizar sua importância no desenrolar da trama geral: ESTRELA DA MORTE (em Star Wars); IMPÉRIO GALÁCTICO (em The Empire Strikes Back); EXÉRCITO DA REPÚBLICA (em Attack of the Clones); PRIMEIRA ORDEM, REPÚBLICA e RESISTÊNCIA (em The Force Awakens e The Last Jedi); e VINGANÇA, IMPERADOR PALPATINE, GENERAL LEIA ORGANA, REY e KYLO REN (em The Rise of Skywalker). Cada verso do texto abrange as duas laterais da tela ao surgir no centro. No modo tela cheia (o padrão 4:3 de aparelhos convencionais), os versos do texto são cortados até aringirem o centro da tela. Como resultado, o texto torna-se muito menor e mais veloz,  dificultando a leitura.

## Criação
George Lucas afirma que a sequência de abertura foi inspirada na abertura das séries Flash Gordon e Buck Rogers, que também serviram de inspiração para grande parte do enredo de Star Wars. O visual foi elaborado por Lucas em colaboração com Dan Perri, responsável pela arte visual de vários filmes da saga. Em 1976, Lucas convidou Perri para a Industrial Light & Magic, empresa de pós-produção da Lucasfilm sediada em Van Nuys, Califórnia. Perri, que havia anteriormente trabalhado no visual de Close Encounters of the Third Kind (1977) e em The Exorcist (1973), sugeriu uma referência ao filme Union Pacific (1939), de Cecil B. DeMille, cujos créditos iniciais aparecem distorcidos em perspectiva e desaparecem gradualmente no topo da tela. Lucas não digeriu bem a ideia, mas Perri desenvolveu esboços e um protótipo. 
Perri também criou um logotipo em letras capitais decorado com estrelas e na mesma perspectiva da sequência de abertura. Lucas, eventualmente rejeitou a proposta alegando problemas de adaptação e recorreu à designer e diretora de arte Suzy Rice. Lucas encomendou uma arte promocional para as salas de cinema, pedindo a Rice a criação de um logotipo "intimidador e muito fascista". Rice, inspirada na tipografia alemã, produziu um logotipo em negrito com a fonte Helvetica Black modificada. Após algumas sugestões de Lucas, Rice decidiu unir as letras "S" e "T" de STAR e o "R" e o "S" de WARS. O produtor Gary Kurtz aprovou a colocação do logotipo imediatamente na sequência de abertura do filme. Apesar de ter sido descartado da sequência de abertura, o logotipo original criado por Perri foi amplamente utilizado em cartazes promocionais do filme.
Em uma entrevista de 2005, George Lucas descreveu como a frase final do texto de abertura surgiu. "A abertura é um pouco difícil porque você tem que ter cuidado de não usar muitas palavras que as pessoas não entendam. É como um poema. Eu mostrei o primeiro texto para um grupo de amigos nos anos 70. Eram seis parágrafos com quatro frases cada um. Brian De Palma estava lá..." De Palma ajudou a editar o texto na forma como se tornou conhecido mundialmente.

## Produção
De acordo com Dennis Muren que colaborou em seis filmes da franquia, os textos dos filmes originais eram produzidos através de modelos de filmagem posicionados no chão. Os modelos mediam cerca de 60 cm de largura e 1.80 m de comprimento. O efeito do texto realizado com uma câmera movendo-se em sentido longitudinal ao longo do modelo. O efeito foi de difícil execução na produção do primeiro filme, em 1976. Além disso, diversas versões foram criadas em outros idiomas (como alemão, francês e espanhol).
Com o avanço dos efeitos gerados por computador, o letreiro da Trilogia Prequela (1999-2005) foi realizado com mais facilidade. Em 2004, os filmes da Trilogia Original foram relançados em edição especial de DVD, com várias adaptações nos textos de abertura de cada um dos filmes visando incluir a nova realidade gráfica pensada para a franquia.
Kathleen Kennedy, presidente da Lucasfilm e produtora da Trilogia Sequela, afirmou que Rogue One "iria antes de tudo" dispensar certos elementos tradicionais da franquia, como a sequência de abertura, numa tentativa de destacar os filmes da saga principal. De fato, Rogue One mantém o letreiro inicial que é imediatamente adiantado para a primeira cena. No fechamento da cena de abertura, o título do filme retrocede contra um fundo estrelado substituindo o logotipo da franquia que figura nos filmes anteriores. Contudo, o segundo filme spin-off da franquia, Solo, também manteve apenas o letreiro inicial.